# Adolf Holm (ämbetsman)
Karl Adolf Holm, född den 21 juni 1873 i Luleå, död där den 21 juni 1961, var en svensk ämbetsman.
Holm blev student vid Uppsala universitet 1891 och avlade juris utriusque kandidatexamen 1898. Han blev extra ordinarie landskontorist i Norrbottens län samma år, ordinarie landskontorist där 1906, länsnotarie 1910, länsbokhållare 1912 och länsassessor 1917. Holm var landskamrerare i Norrbottens län 1918–1939. Han blev riddare av Nordstjärneorden 1924 och kommendör av andra klassen av samma orden 1933. Holm vilar på Innerstadens kyrkogård i Luleå.